# Вечни времена
„Вечни времена“ е български игрален филм (драма) от 1974 година на режисьора Асен Шопов, по сценарий на Васил Попов. Оператор е Ивайло Тренчев. Създаден е по книгата „Вечни времена“ на Васил Попов. Музиката във филма е композирана от Кирил Дончев.

## Състав

### Актьорски състав
| Изпълнител       | Роля                              |
| ---------------- | --------------------------------- |
| Петър Слабаков   | Горския                           |
| Мария Спасунова  | Баба Неделя                       |
| Стойчо Мазгалов  | Ликоманов                         |
| Стоян Гъдев      | Генералът                         |
| Григор Вачков    | Гунчев                            |
| Никола Тодев     | Спас                              |
| Наум Шопов       | Иларион                           |
| Тодор Димов      |                                   |
| Георги Парцалев  | Улаха, многодетния циганин        |
| Константин Коцев | Босьо                             |
| Мария Симова     |                                   |
| Сашо Симов       |                                   |
| Елена Хранова    | баба Черна                        |
| Васил Михайлов   | Иван Стоянов, синът на баба Черна |
| Дора Стаева      | жената на Иван                    |
| Георги Русев     | „жп-то“ - кантонер                |
| Кина Дашева      |                                   |
| Георги Калоянчев | Дачо                              |
| Татяна Лолова    | Дачовица                          |
| Евстати Стратев  | бръснарят Йордан                  |
| Златина Дончева  | Лена                              |
| Иван Висоцки     |                                   |
| Матей Балканов   |                                   |
| Зафир Боянов     |                                   |

### Творчески и технически екип
| Сценарий           | Васил Попов                                                                                     |
| Режисьор           | Асен Шопов                                                                                      |
| Оператор           | Ивайло Тренчев                                                                                  |
| Музика             | Кирил Дончев                                                                                    |
| Художник           | Ангел Ахрянов                                                                                   |
| Редактор           | Михаил Кирков                                                                                   |
| Звукооператор      | Митко Москов                                                                                    |
| Тонтехник          | Петко Андонов                                                                                   |
| Втори режисьор     | Рени Йончева                                                                                    |
| Монтаж             | Надежда Ценова                                                                                  |
| Асистент-монтажист | Веска Дакова                                                                                    |
| Костюми            | Лили Попова                                                                                     |
| Втори художник     | Адриана Муравеева                                                                               |
| Грим               | Екатерина Николова                                                                              |
| Гардероб           | Марта Данкова                                                                                   |
| Асистент-режисьори | Радка Иванова Елена Александрова Иван Висотски                                                  |
| Асистент-оператори | Стоян Миланов Иво Фурнаджиев                                                                    |
| Фотограф           | Ирина Пеева                                                                                     |
| Осветление         | Здравко Кадрев                                                                                  |
| Реквизит           | Пенчо Михайлов                                                                                  |
| Организатори       | Дончо Кънчев Стефан Игнатов                                                                     |
| Директор           | Иван Милков                                                                                     |
| Distributed by     | Българска кинематография Студия за игрални филми Творчески колектив „СРЕДЕЦ“ /Copyright © 1973/ |

## Награди
През 1974 година филмът печели наградата за режисура на фестивала във Варна. На следващата година е отличен с приза „Сребърен леопард“ на фестивала в Локарно.